# Афгано-іранський договір (1927)
Афгано-іранський договір про дружбу і безпеку — угода між Королівством Афганістан і Іраном, підписана в Кабулі 27 листопада 1927 року керуючим Міністерством закордонних справ Афганістану Гулаком Садиком з однієї сторони та посланником Ірану Махді Фаррохом з другої. Договір підписаний терміном на 6 років з правом автоматичного продовження.

## Зміст
Договір передбачав взаємну відмову від агресії та від послання збройних сил на територію іншої держави; дотримання нейтралітету у разі нападу на іншу сторону однієї чи кількох третіх держав; відмову від офіційної та неофіційної участі в будь-яких ворожих діях, а також у політичних та військових союзах, спрямованих проти іншої сторони. Важливим зобов'язанням був пункт про те, що у випадку, якщо треті держави, що перебувають у стані війни з однією стороною, намагатимуться порушити нейтралітет іншої сторони, то ця остання повинна буде збройною силою не допустити порушення її нейтралітету.

## Протокол
У розвиток існуючого договору, 15 червня 1928 року в Тегерані був підписаний ірано-афганський протокол про політичне та економічне співробітництво:
- Стаття 1 зумовлювала, що якщо одна з договірних сторін стане об'єктом ворожих дій із боку третіх держав, то інша зобов'язана вжити всіх своїх зусиль до того, щоб запобігти цьому ворожому виступу;
- Стаття 2 передбачала взаємну економічну допомогу наданням матеріалів, надсиланням спеціалістів та іншими способами;
- Стаття 3 встановлювала для підданих обох сторін взаємне право найбільшого сприяння на території іншої сторони.